# غرموشا (بيخاتش)
غرموشا هي قرية في البوسنة والهرسك. وهي تقع على أراضي مدينة بيهاتش التابعة لكانتون يونا-سانا في اتحاد البوسنة والهرسك. طبقا لنتائج تعداد البوسنة عام 2013، فلم تسجل فيها أي إحصائيات.

## الجغرافيا
تقع القرية على بعد 25 كم شمال شرق مدينة بيهاتش على ضفاف نهر أونا.

## التاريخ
أحرقت القرية وملئت بالألغام في عام 1994 خلال الحرب في البوسنة والهرسك، ثم أزيليو الألغام من قبل قوات حلف شمال الأطلسي في عام 2004 ولكن لم يعد أي شخص للعيش فيها حتى الآن.[بحاجة لمصدر]

## التركيبة السكانية

### التطور التاريخي للسكان
| 1961 | 1971 | 1981 | 1991 | 2013 |
| ---- | ---- | ---- | ---- | ---- |
| 629  | 646  | 453  | 304  | 0    |

## وصلات خارجية
- (بالإنجليزية) Maplandia